# Adelheid Gräfin zu Castell-Rüdenhausen
Adelheid Elisabeth Gräfin zu Castell-Rüdenhausen, geb. von Nell (* 24. Februar 1938 in Hamburg; † 30. April 2021 in Bochum) war eine deutsche Sozialhistorikerin und Hochschullehrerin.

## Leben
Adelheid Gräfin zu Castell-Rüdenhausen wurde als Tochter des Werbeberaters Ansgar Christoph von Nell (1912–1979) und dessen Frau Barbara Olga, geb. Steinle (1907–2000), in Hamburg geboren. Nach dem Abitur an der Heilwigschule in Hamburg im Februar 1956 studierte sie ab Herbst 1956 Volkswirtschaftslehre, Statistik und Soziologie an den Universitäten Hamburg und Heidelberg. Nach einem anderthalbjährigen Aufenthalt als Fulbrightstipendiatin in Seattle (USA) legte sie im Sommer 1964 in Hamburg die Magisterprüfung in den Fächern Soziologie, Sozial- und Wirtschaftsgeschichte und Psychologie ab.
Anschließend war Castell-Rüdenhausen bis Weihnachten 1966 wissenschaftliche Angestellte am Hans-Bredow-Institut für Funk- und Fernsehforschung an der Universität Hamburg. Seit Januar 1967 war sie wissenschaftliche Hilfskraft, DFG-Forschungsassistentin und schließlich wissenschaftliche Assistentin am Lehrstuhl für Sozial- und Wirtschaftsgeschichte an der Ruhr-Universität Bochum. Im Juni 1973 wurde sie dort mit einer von Wolfgang Köllmann betreuten Arbeit zur Entwicklung der generativen Strukturen bürgerlicher und bäuerlicher Familien von 1750 bis zur Gegenwart promoviert.
Nach der Promotion war Castell-Rüdenhausen wissenschaftliche Assistentin an der Abteilung für Geschichtswissenschaft der Universität Bochum. Zusammen mit Detlev Peukert und Jürgen Reulecke verantwortete sie Anfang der 1980er mit Die Reihen fast geschlossen eines der ersten Forschungsprojekte, das sich den Alltagserfahrungen und der sozialen Wirklichkeit des Dritten Reiches widmete und Wegbereiter wichtiger Darstellungen zur Alltagsgeschichte des Nationalsozialismus wurde.
Castell-Rüdenhausen war seit 1975 mit dem Betriebswirt Hesso Friedrich Graf zu Castell-Rüdenhausen verheiratet und wohnte in Bochum-Stiepel. Bis zu ihrem Tod im April 2021 war sie Privatdozentin für Bevölkerungswissenschaften und Sozialgeschichte an der Universität Bochum.

## Schriften (Auswahl)
- Die Entwicklung der generativen Strukturen bürgerlicher und bäuerlicher Familien von 1750 bis zur Gegenwart. Studienverlag Dr. N. Brockmeyer, Bochum 1973 (Zugl.: Bochum, Univ., Diss., 1973).
- zus. mit Jürgen Reulecke und Detlev Peukert (Hg.): Die Reihen fast geschlossen. Beiträge zur Geschichte des Alltags unterm Nationalsozialismus. Hammer, Wuppertal 1981, ISBN 3-87294-176-3.